# Kung fu – A legenda folytatódik
A Kung fu – A legenda folytatódik (eredeti cím: Kung Fu: The Legend Continues) 1993 és 1997 között sugárzott amerikai–kanadai bűnügyi akciósorozat, melyet Ed Spielman alkotott meg. Az eredetileg 1972–1975 között futó Kung Fu című harcművészeti sorozat folytatása, elődjével ellentétben modern nyugati környezetben játszódik. A főszerepben David Carradine és Chris Potter látható.
A négy évadot megélt sorozatot az Amerikai Egyesült Államokban 1993 és 1997 között sugározták, szindikált formában.

## Összefoglaló
Névadó nagyapjához, az eredeti sorozat szereplőjéhez hasonlóan Kwai Chang Caine saolin szerzetes. 1978-ban Caine egy dél-kaliforniai templom vezetője volt, ahol fia, Peter is nevelkedett. Egy rossz útra tért szerzetes felgyújtotta a templomot, ezután apa és fia kölcsönösen halottnak hitte egymást.
Caine ezt követően vándorként járta a világot, míg a nevelőszülőknél felnőtt Peter felnőttként rendőr lett. A sorozat 15 évvel a templom pusztulása után kezdődik, amikor Caine és Peter ismét találkoznak egymással.

## Szereplők
- David Carradine – Kwai Chang Caine
- Chris Potter – Peter Caine nyomozó
  - Nathaniel Moreau – Peter Caine gyerekként (visszaemlékezésekben, 1-3. évad)
  - Robert Bednarski – Peter Caine gyerekként (visszaemlékezésekben, 4. évad)
- Kim Chan – Lo Si / Ping Hai
- Robert Lansing – Paul Blaisdell százados (1-2. évad)
- Kate Trotter – Karen Simms százados (3-4. évad)
- Scott Wentworth – Kermit Griffin nyomozó (2-4. évad)
- Belinda Metz – Jody Powell nyomozó
- Richard Anderson – narrátor (stáblistán nincs feltüntetve)

## Epizódok
| Évad | Évad | Részek száma | Részek száma | Eredeti sugárzás | Eredeti sugárzás   | Eredeti adó | Magyar sugárzás   | Magyar sugárzás     | Magyar adó |
| Évad | Évad | Részek száma | Részek száma | Évadbemutató     | Évadzáró           | Eredeti adó | Évadbemutató      | Évadzáró            | Magyar adó |
| ---- | ---- | ------------ | ------------ | ---------------- | ------------------ | ----------- | ----------------- | ------------------- | ---------- |
|      | 1.   | 22           | 22           | 1993. január 27. | 1993. december 1.  | PTEN        | 2010. április 26. | 2010. május 25.     | Sorozat+   |
|      | 2.   | 22           | 22           | 1994. január 26. | 1994. november 30. | PTEN        | 2010. május 26.   | 2010. június 24.    | Sorozat+   |
|      | 3.   | 22           | 22           | 1995. január 25. | 1995. november 29. | PTEN        | 2010. június 25.  | 2010. július 26.    | Sorozat+   |
|      | 4.   | 22           | 22           | 1996. január 31. | 1997. január 1.    | PTEN        | 2010. július 27.  | 2010. augusztus 25. | Sorozat+   |

## Fordítás
- Ez a szócikk részben vagy egészben  a   Kung Fu: The Legend Continues című angol Wikipédia-szócikk ezen változatának fordításán alapul.  Az eredeti cikk szerkesztőit annak laptörténete sorolja fel. Ez a jelzés csupán a megfogalmazás eredetét és a szerzői jogokat jelzi, nem szolgál a cikkben szereplő információk forrásmegjelöléseként.